# Fátima Bint Al-Ahmar
Fátima Bint Al-Ahmar (c. 1260-1348) fue una princesa nazarí.

## Biografía
Ha sido biografiada por la arabista María Jesús Rubiera Mata. Nacida hacia 1260, era hija de Muhammad II de Granada y hermana de Muhammad III y Nasr. Fue la progenitora de Ismail I de Granada y, tras la muerte de este por asesinato, ejerció la tuición sobre sus hijos, Muhammad IV y Yusuf I. Falleció en el año 1348.